# Araras
Araras är en stad och kommun i Brasilien och ligger i delstaten São Paulo. Den har cirka 130 000 invånare. Araras grundades den 15 augusti 1862 och blev en egen kommun den 24 mars 1871.

## Demografi
| Område     | Areal (km²)   | Invånarantal 1 augusti 2000 | Invånarantal 1 augusti 2010 | Invånarantal 1 juli 2014 |
| ---------- | ------------- | --------------------------- | --------------------------- | ------------------------ |
| Kommun     | 644,83        | 104 196                     | 118 843                     | 127 661                  |
| Centralort | Ingen uppgift | 97 860                      | 112 444                     | Ingen uppgift            |